# Beautiful Gong Shim
Beautiful Gong Shim (en hangul, 미녀 공심이; romanización revisada, Minyeo Gongsimi), es una serie de televisión surcoreana de comedia romántica emitida por SBS, desde el 14 de mayo, hasta el 17 de julio de 2016. Fue protagonizada por Nam Goong Min, Mina de la banda Girl's Day, Ohn Joo-wan y Seo Hyo-rim.

## Sinopsis
Gong Shim (Bang Min Ah) siempre se siente pasada a llevar por su hermana mayor Gong Mi (Seo Hyo Rim), debido a la forma en que las personas a su alrededor las tratan. La afortunada Gong Mi, quien trabaja en un bufete de abogados de primer nivel, se convierte en el sostén de la familia, mientras que Gong Shim, considerada como fea y torpe, se encuentra sin empleo. Gong Shim tuvo que usar todo su dinero para alquilar una habitación en la azotea, ubicado en la tercera planta del edificio donde viven (la familia vive en el segundo piso, y abajo hay una tienda), porque su habitación fue convertida en un vestidor, debido al exceso de ropas y accesorios de Gong Mi, haciendo que Gong Shim en ocasiones tenga que dormir en un rincón.
Con la idea de reunir dinero para irse a vivir a Italia y convertirse en un artista, Gong Shim decide volver a alquilar su habitación en la azotea. Ahí es cuando conoce a Ahn Dan Tae (Nam Goong Min), un abogado que trabaja de forma gratuita a la gente que lo necesite. A pesar de su llamativa personalidad y después de mucha incomprensión, Dan Tae, finalmente, se muda a la azotea y se vuelve amigo con el hijo de una familia adinerada, Joon Soo. Mientras, la abuela de Joon Soo, Nam Soon Cheon (Jung Hye Sun) está en constante duelo por la pérdida de su nieto, Joon Pyo, que fue secuestrado el 22 de abril de 1990, cuando era niño. Ella nunca logra superar la pérdida ya que constantemente es ilusionada por un misterioso hombre que le envía cosas de Joon Pyo, engañándola con volver a verlo.
Dan Tae se vuelve cercano a la abuela de Joon Soo, quien le confía la tarea de encontrar Joon Pyo. Mientras tanto, Gong Shim es seleccionada para ser la secretaria personal del padre de Joon Soo, el CEO del Star Group, Dae Hwang (Kim Il Woo) porque es considerada fea, y su esposa Tae Hee (Kyeon Mi Ri), piensa que es mejor que tener una secretaria bonita pero ignorante. Gong Shim comienza poco a poco a adaptarse en la compañía, con la ayuda de Joon Soo, quien está enamorado de ella. Dan Tae, sin embargo, también tiene sentimientos hacia Gong Shim, poniéndose celoso de su afecto hacia su amigo en común. Por otro lado Dan Tae comienza a sospechar que él es Joon Pyo, a pesar de que no recuerda su pasado de ser secuestrados y ser testigo de la muerte de su madre. Gong Mi se convierte en rival de su hermana cuando ella se acerca accidentalmente a Joon Soo, porque descubre que es el heredero del Star Group.

## Reparto

### Personajes principales
- Namkoong Min como Ahn Dan Tae / Seok Joon Pyo.
  - Jo Yeon Ho as Joon Pyo (niño).
- Bang Min Ah como Gong Shim.
- Ohn Joo-wan como Seok Joon Soo.
- Seo Hyo Rim como Gong Mi.

### Personajes secundarios
Familia de Gong Shim
- Oh Hyun Kyung como Joo Jae Boon.
- Woo Hyun como Gong Hyuk.

Star Group
- Jung Hye Sun como Nam Soon Cheon.
- Kyeon Mi Ri como Yeom Tae Hee.
- Kim Il Woo como Seok Dae Hwang.
- Kim Byeong-ok como Yeom Tae-cheol.
- Sun Woo Yong Nyeo como Madre biológica de Dae Hwang.

Relacionados con Dan Tae
- Bang Eun Hee como Cheon Ji Yeon.
- Choi Hong Il como Ahn Soo Young.

### Otros personajes
- Shin Soo Ho como Shin Goo Nam.
- Kim Byung Se como Abogado
- Kim Dong Kyun como Dueño de la gasolinera.
- Kim Gi Cheon como Policía
- Kwon Tae Won como Medico.
- Joo Suk-tae como Secretario.
- Go Mi Young como Abogado Choi.
- Ahn Soo Bin
- Yang Seung Geol.
- Lee Chang.
- Kim Ho Chang.
- Park Noh Shik.
- Jo Hee Bong.
- Jin Hyun Kwang.
- Geum Bo.
- Seo Jin Wook.

## Recepción

### Audiencia
En azul la audiencia más baja y en rojo la más alta, correspondientes a las empresas medidoras TNms y AGB Nielsen.
| Ep. #    | Fecha de estreno    | Share        | Share        | Share       | Share       |
| Ep. #    | Fecha de estreno    | TNmS Ratings | TNmS Ratings | AGB Nielsen | AGB Nielsen |
| Ep. #    | Fecha de estreno    | Nacional     | Seúl         | Nacional    | Seúl        |
| -------- | ------------------- | ------------ | ------------ | ----------- | ----------- |
| 1        | 14 de mayo de 2016  | 7.6 %        | 9.4 %        | 8.9 %       | 10.4 %      |
| 2        | 15 de mayo de 2016  | 7.3 %        | 8.9 %        | 9.6 %       | 10.9 %      |
| 3        | 21 de mayo de 2016  | 8.2 %        | 9.2 %        | 10.7 %      | 12.0 %      |
| 4        | 22 de mayo de 2016  | 9.0 %        | 10.6 %       | 10.4 %      | 12.4 %      |
| 5        | 28 de mayo de 2016  | 10.4 %       | 12.0 %       | 11.1 %      | 12.8 %      |
| 6        | 29 de mayo de 2016  | 10.5 %       | 12.0 %       | 11.2 %      | 12.8 %      |
| 7        | 4 de junio de 2016  | 9.3 %        | 11.7 %       | 10.9 %      | 13.7 %      |
| 8        | 5 de junio de 2016  | 12.0 %       | 14.7 %       | 13.6 %      | 15.8 %      |
| 9        | 11 de junio de 2016 | 9.3 %        | 11.2 %       | 12.1 %      | 13.8 %      |
| 10       | 12 de junio de 2016 | 9.7 %        | 11.6 %       | 13.2 %      | 14.8 %      |
| 11       | 18 de junio de 2016 | 11.2 %       | 14.3 %       | 13.1 %      | 15.2 %      |
| 12       | 19 de junio de 2016 | 10.1 %       | 12.6 %       | 13.1 %      | 14.7 %      |
| 13       | 25 de junio de 2016 | 9.7 %        | 12.2 %       | 12.3 %      | 14.2 %      |
| 14       | 26 de junio de 2016 | 10.9 %       | 12.9 %       | 14.2 %      | 17.2 %      |
| 15       | 2 de julio de 2016  | 11.7 %       | 13.5 %       | 13.5 %      | 14.7 %      |
| 16       | 3 de julio de 2016  | 11.4 %       | 14.0 %       | 13.0 %      | 14.4 %      |
| 17       | 9 de julio de 2016  | 11.1 %       | 12.8 %       | 12.9 %      | 14.9 %      |
| 18       | 10 de julio de 2016 | 11.7 %       | 14.2 %       | 13.1 %      | 15.0 %      |
| 19       | 16 de julio de 2016 | 11.3 %       | 13.1 %       | 14.8 %      | 16.4 %      |
| 20       | 17 de julio de 2016 | 12.8 %       | 15.6 %       | 15.1 %      | 16.3 %      |
| Promedio | Promedio            | 10.26 %      | 12.33 %      | 12.34 %     | 14.12 %     |

## Premios y nominaciones
| Año  | Categoría                                              | Premio          | Nominado    | Resultado |
| ---- | ------------------------------------------------------ | --------------- | ----------- | --------- |
| 2016 | Special Acting Award, Actor in a Romantic Comedy Drama | SBS Drama Award | Ohn Joo-wan | Ganó      |

## Emisión internacional
- Estados Unidos: KSCI-TV (2016).
- Francia: Gong TV (2017).
- Hong Kong: Drama Channel (2016).
- Malasia: Sony One TV (2016) y Astro Shuang Xing (2016).
- Taiwán: Videoland Drama (2016).
- Latinoamérica: Pasiones (2024).